# Теце (Тренто)
Теце је насеље у Италији у округу Тренто, региону Трентино-Јужни Тирол.
Према процени из 2011. у насељу је живело 731 становника. Насеље се налази на надморској висини од 231 м.